# Abel Antón
Abel Antón Rodrigo ( Ojuel, 24 de outubro de 1962) é um ex-fundista espanhol bicampeão mundial da maratona. Conquistou a medalha de ouro da prova nos campeonatos mundiais de atletismo de Atenas 1997 e Sevilha 1999, este em frente a seu próprio povo. Também venceu a Maratona de Berlim de 1996 e a Maratona de Londres de 1998.
Depois de encerrar a carreira em 2000, entrou para a política elegendo-se senador pelo Partido Popular, cumprindo mandato entre 2011 e 2015. Hoje é sócio de um loja de artigos esportivos em Soria,  junto com Fermín Cacho, campeão olímpico dos 1500 m em Barcelona 1992, a Antón&Cacho. Em 1997, após seu primeiro título mundial, recebeu das mãos do rei Juan Carlos I o Prêmio Príncipe de Astúrias.